# Смущение

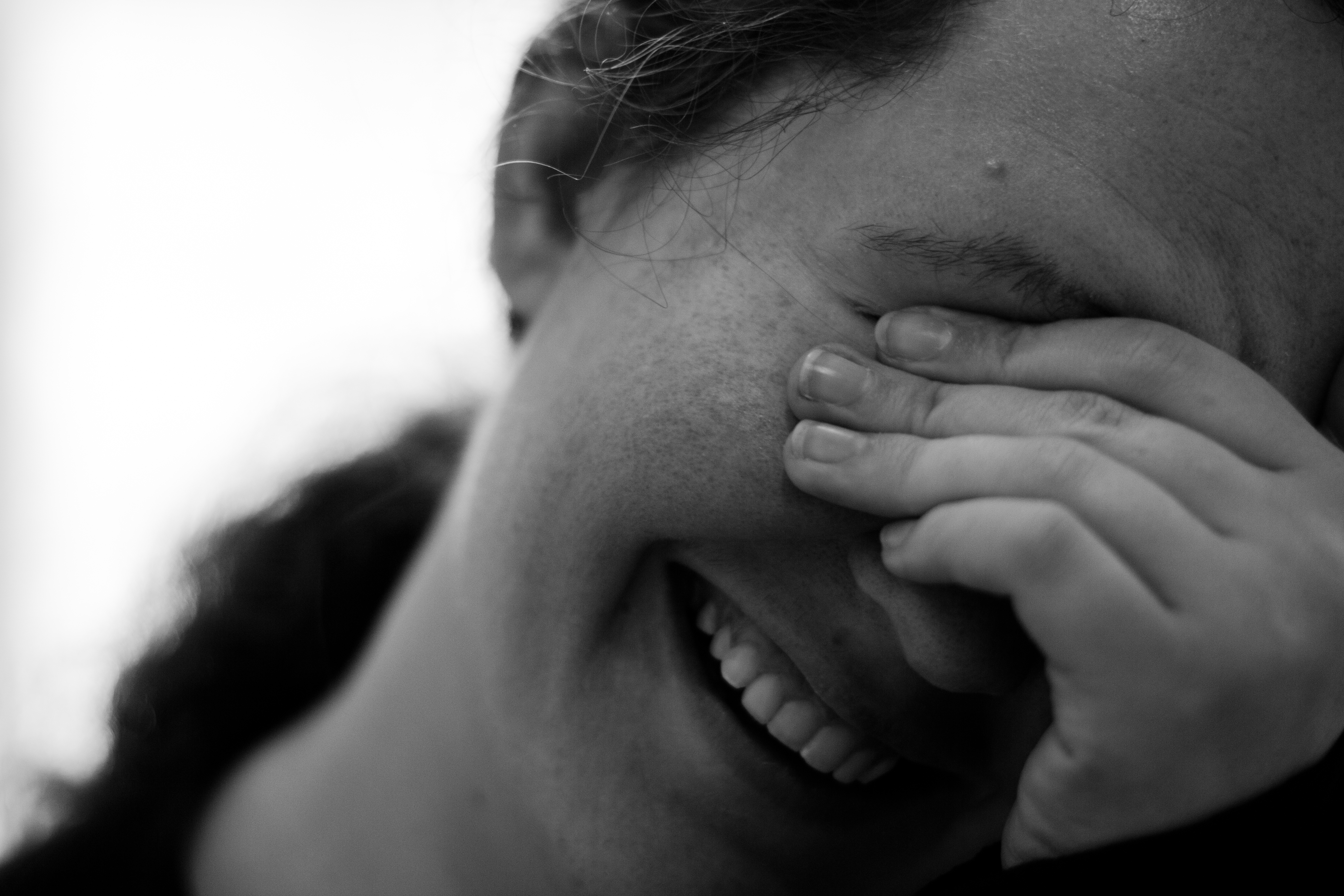
Женщина закрывает глаза в знак смущения

Смуще́ние, нело́вкость — эмоциональное состояние, связанное с дискомфортом от легкой до тяжелой степени, обычно возникающее, когда кто-то совершает социально неприемлемый или осуждаемый поступок, ставший достоянием гласности. Смущение, которое часто объединяют со стыдом и виной, считается эмоцией, связанной с самосознанием, и, как следствие, оно может оказать глубоко негативное влияние на мысли или поведение человека.
Обычно речь идет о некотором восприятии потери чести или достоинства (или других высоких идеалов), но уровень и тип смущения зависят от ситуации. Смущение напоминает стыд, но имеет меньшую степень интенсивности.

## Причины
Смущение может быть личным, вызванным нежелательным вниманием к личным делам, личным недостаткам, неудачам или застенчивости. Некоторые причины смущения возникают из-за личных действий, например, из-за того, что вас уличили во лжи или допустили ошибку. Во многих культурах быть обнаженным или неподходящим образом одетым является особенно стрессовой формой смущения (см. скромность). Личное смущение также может быть вызвано действиями других людей, которые ставят смущенного человека в социально неловкую ситуацию, например, когда родитель показывает друзьям фотографии своего ребёнка, заставляет кого-то делать уничижительные комментарии по поводу его внешности или поведения, обнаруживает, что он стал жертвой сплетни, быть отвергнутым другим человеком (см. также унижение), оказаться в центре внимания (например, именинники, молодожены) или даже стать свидетелем чьего-то смущения.
Личное замешательство обычно сопровождается покраснением, потливостью, нервозностью, заиканием и ёрзанием. Иногда смущенный человек пытается замаскировать смущение улыбками или нервным смехом, особенно в этикетных ситуациях. Такая реакция более распространена в определённых культурах, что может привести к недопониманию. Также может возникнуть чувство гнева в зависимости от воспринимаемой серьёзности ситуации, особенно если человек думает, что другой человек намеренно вызывает смущение. Существует ряд реакций, самые незначительные из которых — это восприятие смущающего поступка как несущественного или даже юмористического, до сильного опасения или страха.

## Опосредованное смущение
Опосредованное смущение — это чувство смущения от наблюдения за смущающими действиями другого человека. Чаще испытывают люди, склонные к эмпатии. Эффект присутствует независимо от того, осознает ли наблюдаемая сторона смущающую природу своих действий или нет, хотя осознание обычно увеличивает силу ощущаемого косвенного смущения.

## В социальной психологии

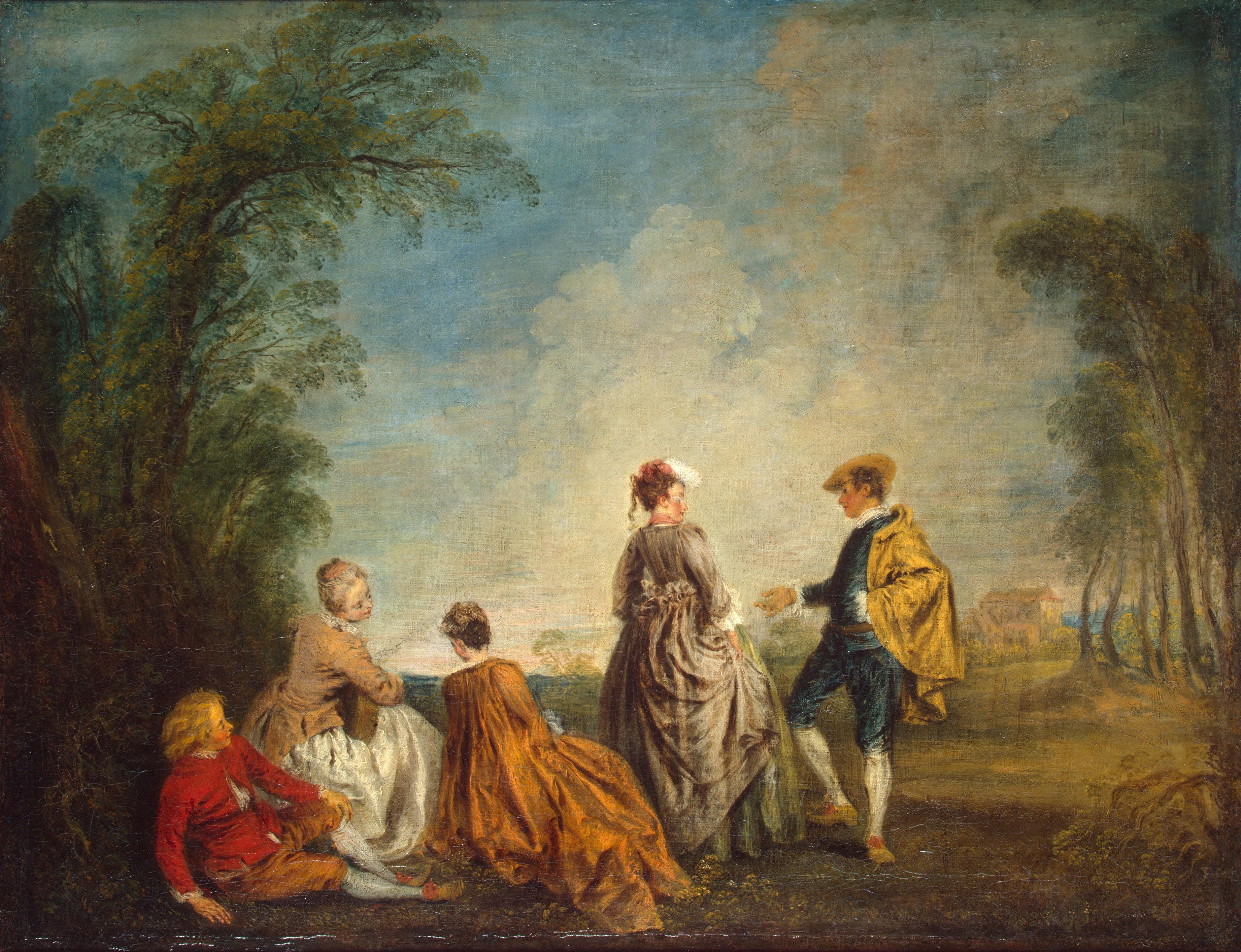
Сомнительное предложение Антуана Ватто

Шарки и Стаффорд описали шесть типов социального смущения:
1. Нарушения конфиденциальности, например, когда часть тела случайно обнажается или происходит вторжение в личное пространство;
2. Недостаток знаний и навыков — например, забывчивость или ошибки при выполнении относительно простой задачи;
3. Критика и неприятие — связано с попаданием в центр внимания (как положительного, так и отрицательного характера);
4. Неловкие действия — например, неуместные высказывания, неуклюжесть и тому подобное;
5. Некорректный вид — относится к образу тела, одежде и личным вещам (например, владение более старым мобильным телефоном по сравнению с последней моделью);
6. Окружающая среда (социальная среда) также может вызывать смущение, например, когда человек в кинотеатре со своими родителями, другими членами семьи, коллегами или коллегами из смешанной компании испытывает дискомфорт из-за неожиданного появления обнаженной натуры в фильме, который смотрит группа.

Другая типология, предложенная Купахом и Меттсом, рассматривает четыре основных типа смущающих обстоятельств:
1. Социально неловкие действия;
2. Несчастные случаи;
3. Ошибки;
4. Невыполнение долга или морального обязательства.

Основываясь на этих типах, Купах и Меттс классифицируют две основные ситуации замешательства: ответственный действующий субъект и ответственный наблюдатель. Ситуации ответственности актёра вызывают неловкость, когда человек совершает действие, которое либо не соответствует уровню мастерства, соответствуя социальным нормам и ожиданиям, несовместимо с ролевыми ожиданиями, либо не синхронизировано с социальной идентичностью.

## В иудаизме
Позорить другого человека в иудаизме считается серьёзным грехом. Раввины, цитируемые в Вавилонском Талмуде, утверждают, что публичное смущение другого человека сродни убийству (буквально «пролитию крови»). Рабби Нахман бар Ицхак в ответ отмечает, насколько уместна аналогия с «пролитием крови», поскольку, когда человек смущен, его лицо становится менее покрасневшим и более бледным.